# Силаев, Иван Сергеевич
Ива́н Серге́евич Сила́ев (1923—1981) — красноармеец Рабоче-крестьянской Красной Армии, участник Великой Отечественной войны, Герой Советского Союза (1946).

## Биография
Иван Силаев родился 13 января 1923 года в селе Долгоруково (ныне — Сердобский район Пензенской области). После окончания начальной школы проживал и работал в городе Кузнецке. В июне 1943 года Силаев был призван на службу в Рабоче-крестьянскую Красную Армию. С сентября 1944 года — на фронтах Великой Отечественной войны.
К апрелю 1945 года гвардии красноармеец Иван Силаев был сабельником 61-го гвардейского кавалерийского полка 17-й гвардейской кавалерийской дивизии 2-го гвардейского кавалерийского корпуса 1-го Белорусского фронта. Отличился во время боёв в Германии. В конце апреля 1945 года, находясь в разведке под городом Шторков, Силаев обнаружил вражеские войска, поддержанные танками, и доставил сведения о них командованию, при этом был два раза ранен.
Указом Президиума Верховного Совета СССР от 15 мая 1946 года за «мужество и героизм, проявленные в Берлинской операции», гвардии красноармеец Иван Силаев был удостоен высокого звания Героя Советского Союза с вручением ордена Ленина и медали «Золотая Звезда» (№ 9033).
После окончания войны Силаев был демобилизован. Проживал и работал в Кузнецке. Умер 31 октября 1981 года, похоронен в Кузнецке.
Был также награждён орденом Славы 3-й степени и рядом медалей.